# Kaplica-Mauzoleum w Zborowie
Kaplica-Mauzoleum w Zborowie – kaplica z 1935 znajdująca się na terenie cmentarza w Zborowie, miejsce pochówku żołnierzy polskich poległych w latach 1914-1920. Wykonana została według projektu Wawrzyńca Dayczaka, a inicjatorem jej budowy był starosta zborowski Alfred Kocół. 
Wykonane w latach 2015-2016 prace konserwatorskie kaplicy i jej otoczenia prowadzone były pod kierunkiem prof. Janusza Smazy. W ramach prac renowacyjnych strona polska wykonała również prace porządkowe ukraińskiej kwatery Strzelców Siczowych.